# ロス (ミサイル駆逐艦)
|          | |
| 艦歴     | |
| 発注     | 1992年4月8日                                                                                               |
| 起工     | 1995年4月10日                                                                                              |
| 進水     | 1996年3月22日                                                                                              |
| 就役     | 1997年6月28日                                                                                              |
| 退役     | |
| その後   | 就役中 |
| 要目     | |
| 排水量   | 満載: 8,362 トン                                                                                           |
| 全長     | 153.9 m (505 ft)                                                                                           |
| 全幅     | 20.1 m (66 ft)                                                                                             |
| 吃水     | 9.4 m (31 ft)                                                                                              |
| 機関     | COGAG方式                                                                                                  |
| 機関     | LM 2500-30ガスタービンエンジン (27,000shp) ×4基                                                            |
| 機関     | 可変ピッチプロペラ（5翅）×2軸                                                                              |
| 最大速   | 31ノット                                                                                                   |
| 航続距離 | 4,400 海里（20ノット時）                                                                                   |
| 乗員     | 士官、兵員 337名                                                                                           |
| 兵装     | Mk.45 mod.2 5インチ単装砲 ×1基                                                                             |
| 兵装     | Mk.38 25mm単装機関砲 ×2基                                                                                  |
| 兵装     | Mk.15 20mmCIWS×2基                                                                                         |
| 兵装     | M2 12.7mm機銃 ×4挺                                                                                         |
| 兵装     | Mk.41 mod.2 VLS ×90セル - SM-2MR/ER SAM - SM-3 ABM - ESSM 短SAM - VLA SUM - トマホーク SLCM などを発射可能 |
| 兵装     | ハープーンSSM 4連装発射筒×2基                                                                              |
| 兵装     | Mk.32 3連装短魚雷発射管×2基                                                                                |
| 艦載機   | ヘリコプター甲板のみ, 格納庫なし                                                                           |
| C4ISTAR  | AWS B/L 5 (Mk.99 GMFCS×3基)                                                                                |
| C4ISTAR  | AN/SQQ-89                                                                                                  |
| センサ   | AN/SPY-1D 多機能レーダー×4面                                                                               |
| センサ   | AN/SPS-67 対水上レーダー×1基                                                                               |
| センサ   | AN/SQS-53C艦首装備ソナー                                                                                   |
| センサ   | AN/SQR-19 曳航ソナー                                                                                       |
| 電子戦   | AN/SLQ-32(V)2 ESM装置                                                                                      |
| 電子戦   | Mk.36 mod.12 デコイ発射装置                                                                                |
| モットー | Fortune Favors Valor                                                                                       |

ロス (英語: USS Ross, DDG-71) は、アメリカ海軍のミサイル駆逐艦。アーレイ・バーク級ミサイル駆逐艦の21番艦。艦名は真珠湾攻撃の際に英雄的行動で名誉勲章を受章したドナルド・K・ロス大尉に因む。

## 艦歴
ロスは1995年4月10日にミシシッピ州パスカグーラのインガルス造船所で起工する。1996年3月22日にヘレン・ロス（ロス大尉の未亡人）によって命名、進水する。艤装乗員は1997年4月に移動し、1997年6月28日に就役のためテキサス州ガルベストンに向けて出航した。
その後ロスは戦闘システムの実証試験航海を行う。六週間の航海後にパスカグーラに戻り三ヶ月にわたって整調後の信頼性試験を行う。その後母港バージニア州ポーツマスに帰港し、基礎訓練期間を完了した。
ロスは中間訓練期間を完了すると、1999年の初めに原子力空母「セオドア・ルーズベルト」戦闘グループの一部として統合機動部隊演習への参加準備を行い、3月26日に出航した。この配備中に地中海、アドリア海に於いてオペレーション・アリード・フォースに参加している。ロスは9月22日にノーフォークに帰港した。
2000年5月15日にロスはバルティック・オペレーション2000に参加するため北ヨーロッパに向けて出航した。第8空母グループの旗艦として作戦参加し、スプルーアンス級駆逐艦「ピーターソン」(USS Peterson, DD-969)と共にヨーロッパ諸国からの50隻以上の艦艇と活動した。この訓練期間中にスウェーデンのストックホルムとドイツのキールに寄港し、6月後半に帰国した。
2001年9月にロスはオペレーション・エンデューリング・フリーダムに参加し、地中海及びペルシャ湾に展開した。この配備中にロスは再びセオドア・ルーズベルト戦闘グループに加わった。
2005年6月6日に甲板上の12.7mm機銃が造船所を離れる際に発射された。銃弾は一発が艀に当たり、二発が艀の間の洗浄機に当たった。原因は調査中である。
2017年4月7日、化学兵器を使ったとされるシリアのアサド政権側への報復措置として、シャイラト空軍基地に向けて駆逐艦「ポーター」ともに巡航ミサイル合計59発を発射した（シャイラト空軍基地攻撃）。